# 2000年夏季残疾人奥林匹克运动会尼日利亚代表团
2000年夏季残疾人奥林匹克运动会尼日利亚代表团是尼日利亚派出的2000年夏季残疾人奥林匹克运动会代表团。获得7枚金牌、1枚银牌和5枚铜牌。